# Stungen runa

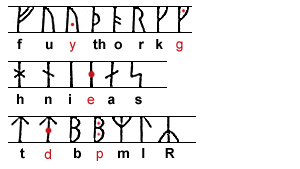
Runrad med stungna runor.

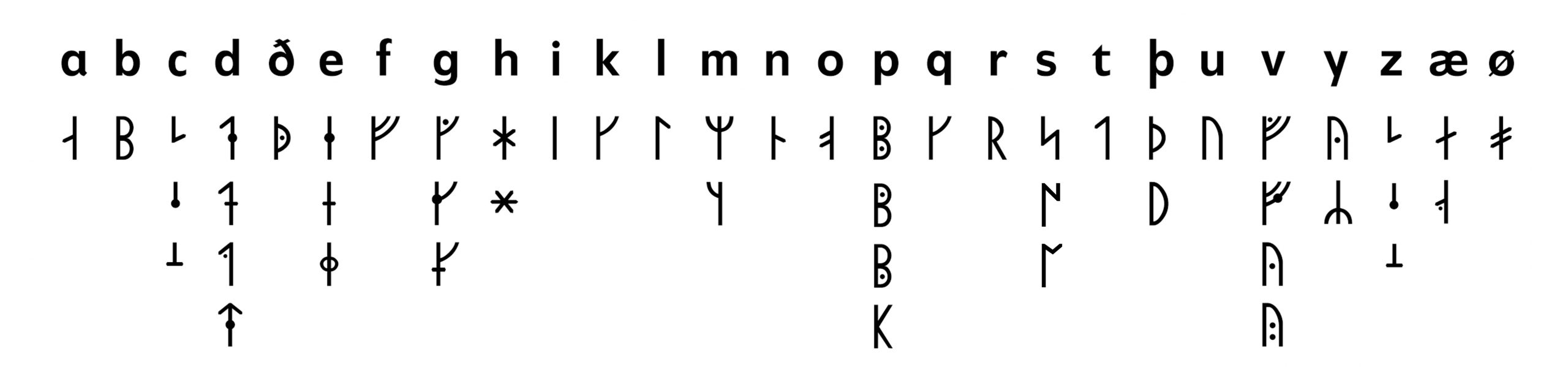
Medeltida runrad med olika stungna runformer angivna.

Stungna runor (tidigare även punkterade runor, jämför engelska: dotted runes) är runor med diakritiska tecken, alltså med tillägg av en liten markering som anger ändrat uttal. Denna markering började dyka upp under 1000-talet och bestod då av en punkt, så kallat sting eller stingning, som applicerades i en runas hålrum eller på en stav, varvid runan kallas ”stungen” (fornnordiska: stunginn) + runans namn.

## Historiskt bruk

### Ostungna runor
Innan sting hade diverse runor flera om än likartade ljudvärden vilka läsaren behövde gissa efter sammanhanget, ungefär som bokstaven c i det latinska alfabetet som antingen kan stå för /s/ eller /k/. Exempelvis kunde konsonantrunorna ᚴ [kön], ᛏ [tyr] och ᛒ [birkal] i den yngre futharken (yngre runraden) stå för antingen /k/, /t/, /b/ eller /g/, /d/, /p/ respektive. Nedan angivs ljudvärdena för den yngre runraden som referenspunkt (cirka 800-tal). Ljudvärdena är förenklade för att trimma tabellen. Bokstäver i det svenska alfabetet följer svenskt uttal, andra är länkade.
| ᚠ | ᚢ         | ᚦ   | ᚬ | ᚱ | ᚴ   | ᚼ | ᚾ | ᛁ   | ᛅ   | ᛋ | ᛏ   | ᛒ   | ᛘ | ᛚ | ᛦ |
| f | u/o/ö/y/v | þ/ð | ą | r | k/g | h | n | i/e | a/ä | s | t/d | b/p | m | l | ʀ |

Denna ostungna ursprungliga nordiska runrad introducerades så tidigt som på 700-talet efter Kristus och ersatte då den på annat håll problematiska äldre futharken (äldre runraden) genom att bland annat reducera runorna från 24 stycken till 16 stycken och lägga flera ljudvärden på samma runa som redovisat ovan. Anledningen för detta är okänt men det minskade antalet kan förslagsvis ha gjort det lättare att lära ut till illitterata och försvårat för utländska makter att avkoda hemliga runmeddelanden. Roten för begreppet runa betyder just hemlighet, eller snarare viskande samtal med mera.

### Stungna runor

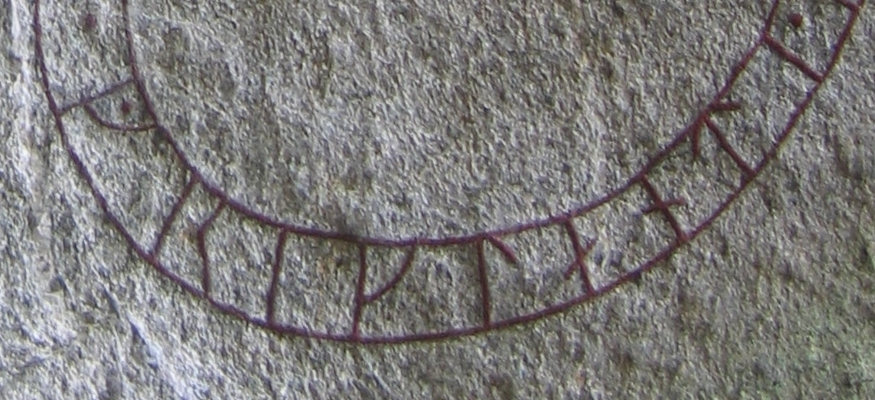
Textstycke från Upplands runinskrifter 112s B-sida (U 112 B), som uppvisar tidigt bruk av stungna runor. Det valda textstycket har en stungen k-runa och skriver ut: ᚵᚱᛁᚴᛚᛅᚾᛏᛁ, "Griklanti", alltså Grekland.

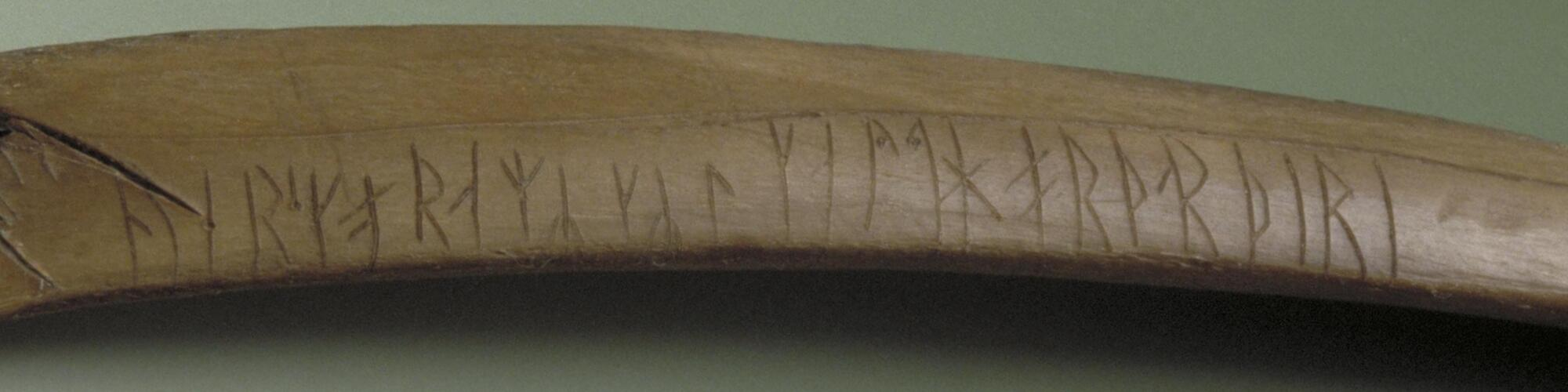
Ett runristat revben (N B190) ur runinskrifterna från Bryggen i Bergen Norge med flera stungna runor: ᚿᚢ ᚽᚱ ᛍᚴᚯᚱᛆ ᛘᛦᚴᛦᛚ ᚴᛆᛛᛑᚼᚯᚱᚦᛆᚱ ᚦᛁᚱᛁ, 'n͡u er skøra mykyl kałdhørþa͡r? þiri', Nú er skæra mikil ??? þæira?, ”Nu är här stort bråk ??? dera?”.

Mot slutet av Vikingatiden uppstod behovet att kunna specificera det avsedda ljudvärdet noggrannare hos runor, varvid ett system med diakritiska tecken antogs, de så kallade stingen, punkter som kunde anbringas på runor för att ange ljudvärde. Med stingning särskiljdes ljudvärden främst genom att ostungna runor (även kallade normalrunor) huvudsakligen bar sitt första eller vanliga ljudvärde medan stungna runor bar ett andra eller mindre vanligt ljudvärde.
Stungna runor börjar uppträda sporadiskt kring år 1000 och ursprungligen förekommer bara tre stungna runor: ᚢ [ur], ᚴ [kön] och ᛁ [is], där ostungen ᚢ betydde /u/, /o/ eller /v/ medan stungen ᚤ betydde /y/ eller /ö/; ostungen ᚴ betydde /k/ medan stungen ᚵ betydde /g/, /ȝ/ eller /ŋ/; ostungen ᛁ betydde /i/ eller /j/ medan stungen ᚽ betydde /e/ eller /ä/. I praktiken utökas därmed den yngre 16-typiga runraden till 19 runor och denna utveckling och senare kallas ibland för den stungna futharken. De stungna runorna verkar inte ha räknats som självständiga runor och de få gånger listas i futhark-skrifter är de uppställda för sig på slutet efter den egentliga futharken.
Vart idén till de stungna runorna kom ifrån är oklart men liknande princip fanns sedan långt tidigare i det gotiska alfabetet för att ange skrivtecken som siffror istället för bokstäver genom att markera dem med en prick. Liknande stungna runor hade anglosaxarna några hundra år tidigare introducerat en modifierad ᚢ-runa för att representera ljudet /y/ där runan erhållit ett lodrätt streck i klykan likt ett sting: ᚣ.
Genom tiohundra- och elvahundratalet framåt medeltiden exploateras stingningsprincipen ytterligare och nästan alla runor uppträder stungen med olika vanlighet i runfynden. Under samma period renoveras även runornas ljudvärden något, vilket är det som avses nedan. För att trimma tabellen är ljudvärdena likt ovan förenklade och bara runor med stungen variant täcks.
| ᚠ → ᚡ | ᚢ → ᚤ     | ᚦ → ᚧ | ᚴ → ᚵ | ᛁ → ᚽ | ᛌ → ᛍ | ᛐ → ᛑ | ᛒ → ᛔ |
| f → v | u/v → y/ö | þ → ð | k → g | i → e | s → z | t → d | b → p |

## Ovanliga stungna runor
Medan de flesta stungna runor har ett vedertaget ljudvärde förekommer det stundom sting på runor med 1 vedertaget ljudvärde, varav dess mening är någorlunda oklar:
| ᛚ → ᛛ  | ᚾ → ᛀ  |
| l → ł? | n → ꞥ? |

En stungen runa med okänd betydelse är  [stungen mader] (stungen m-runa) med sting i var klyka, vilken saknar unicode-tecken, här representerad av en bild. Jämföranden mellan olika inskrifter av runologen Staffan Fridell antyder att den stungna m-runan har burit ett fonetiskt värde men vad detta varit är oklart.

## Stingvarianter

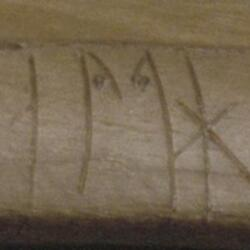
Exempel på klykstungna runor vilka annars vanligen återges med stavsting: ᛛᛑ.

Stungna runor, likt vanliga runor, varierade kraftigt och sting kunde placeras lite hursomhelst. Vissa sting placerades öppet i klykor (klyksting) eller håligheter (hålsting) medan andra placerades på staven (stavsting).
| Klyksting | Hålsting | Stavsting   |
| --------- | -------- | ----------- |
| ᚡ ᚤ ᚵ     | ᚧ ᛔ      | ᚶ ᛀ ᛂ ᛪ ᛑ ᛛ |

### Dubbelstungna runor

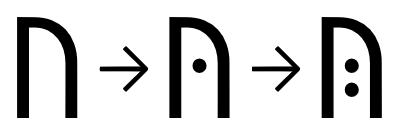
(u/v) → (y/v) → (å/v)

För runor med flertalet ljudvärden, särskilt ᚢ [ur], användes ibland två sting, då kallad dubbelstungen runa, för att återge ytterligare ett särskilt ljudvärde. I unicode-runor saknas dito dubbelstungna runor, varför nedan överliggande exempel ges med en liten siffra bredvid för att indikera sting:
| ᚢ₀ → ᚢ₁ → ᚢ₂    |
| u/v → y/v → å/v |

Vissa dubbelstungna runor har oklar betydelse, såsom en dubbelstungen ᚧ (stungen turs: Ð) på Grönlands runinskrifter 43, eller ett dubbelstunget ᚽ (stungen is: E) på Kingittorsuaqstenen vilken har två sting inuti sitt ”ringade sting”: ᛰ + (᛫|᛫). Vad detta anger är oklart.
Det finns även konventionella stungna runor som av estetiska skäl främst återges med två sting istället för ett, såsom ᛔ (stungen birkal/plåster: P) och ᛪ (hårdsol: X), även om dito stundom förekommit som enkelstungna historiskt men då med samma ljudvärde oavsett om dubbelstungen eller enkelstungen.

### Stingplacering
Stundom kunde stingets placering användas likt dubbelstingning för att ange ett tredje ljudvärde, där stinget placerades på en okonventionell plats. I unicode finns bara ett sådant exempel:
| ᚴ → ᚵ → ᚶ  |
| k → g → ŋ? |

Ovan exempel visar tre varianter av runan ᚴ [kön]: dess ostungna normalform ᚴ [ostungen kön], dess konventionella stungna form ᚵ [stungen kön] och den ovanligare stavstungna varianten ᚶ som då förslagsvis kan särskiljas som [*stavstungen kön]. Om den stavstungna varianten anger ett separat ljudvärde från den konventionella varianten är oklart. I unicode bär den teckennamnet [runic letter eng], vilket anger att den torde vara likgiltig bokstaven Ŋ/ŋ [eng/äng] (/ng/) vars unicode-teckennamn är [latin letter eng]. Då unicode-runorna skapades av Nordiska ministerrådet och runologer torde namnet vara styrkt på viss historisk grund, även om den stavstungna formen inte var standardiserad historiskt. I det ursprungliga unicode-underlaget föreslogs teckennamnet [younger k with dot] (yngre k med punkt) men även då med translitterering till /ŋ/ (ng).

### Steglade runor

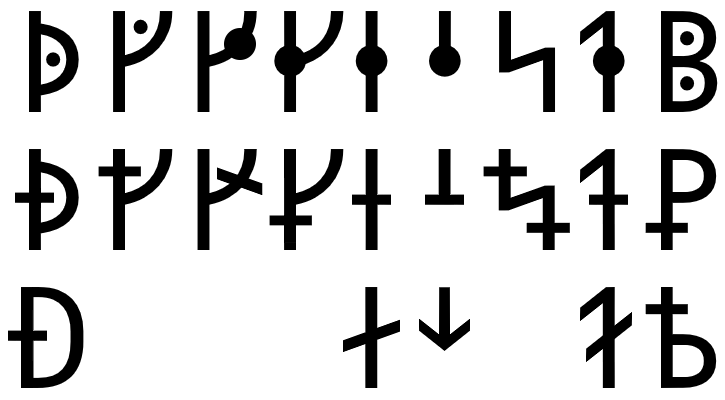
Olika former av stungna runor där stingen utvecklats till bistavar, lagda i visuellt evolutionär ordning, ej i någon historiskt samhörande ordning. Vissa former är sällsyntare än andra.

Sting var någorlunda opraktiskt på grund av dess otydlighet om placerad på en stav, varför sting, särskild stavplacerade sting, med tiden började kompletteras som en genomgående bistav, särskilt i Sverige, antingen vågräta eller snedställda, i vissa fall knäckta som en pil, såsom ᛎ [lensol /z/, senare även som knäsol /c/]. Snedställda bistavar jämte vågräta dito är en anpassning för träsnitt på runstickor, då vågräta snitt riskerar bli tvetydiga med träets fibrer.
| ᚦ → ᚧ → Ð | ᛌ → ᛍ → ᛎ |

Dessa streck kallades fortsättningsvis för sting men 1600-talsrunologen Johannes Bureus ska stundom ha använt begreppet steglad om dito stungna runor, till samma rot som stag, stake etc. En teori är att Bureus ska ha jämfört den danska stungna bokstaven Ø [stunget o] (se nedan) med hjulet som används vid stegling etc, då han kallar bokstaven för steglat ö i sin bok Runa redux.
C-runan hette traditionellt knäsol, alltså en s-runa som även kan göra k-ljud (knä-sol), precis som bokstaven C, vilket ursprungligen speglade runtecknet ᛋ med två ”knäleder”, där formen ᛍ blev den egentliga S-runan, kallad hängande sol. Denna teckenreform blev aldrig helt accepterad och C-runan kom även att skrivas med ett runtecknet hängande sol ᛍ (även Z-runan lensol). När sting utvecklades till ”stag” kom denna runform att antingen bilda en nedåtvänd pil, nedåtvänt T eller en nedåtvänd hake. I Unicode-runor används runtecknet som er ut som en pil: ᛎ. Nedan visas C-runor som nedhängande hakar ur Mariaklagan (ca 1400-tal):
|             |
| ᚴᚱᚢᛎᛁᚠᛁᛎᛋᚢᛋ |
| krucificsus |

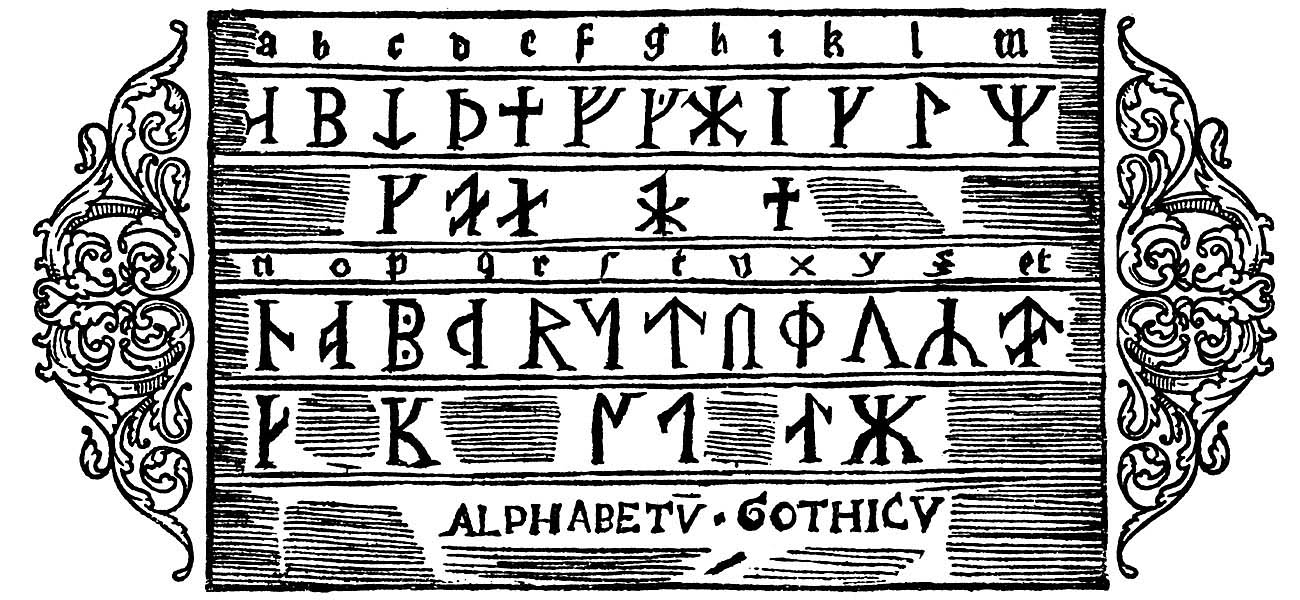
"Götska alfabetet" i Historia om de nordiska folken (1555) med flera "steglade runor". De sista runorna är intvingade kalenderrunor: ᛦᛮᛯᛰ, vilka annars saknar ljudvärden.

I Historia om de nordiska folken (1555) återger Olaus Magnus ett latinskt alfabet med dåtidens runor som han kallar "Götska (run)alfabetet" (latin: alphabetū gothicu). Där uppvisas flera stungna runor med "steglat sting", såsom runan ᚽ [stungen is] (e-runan), vilken ges i två typografiska exempel: en med vågrät genomgående bistav Ɨ, och en med snedställd genomgående bistav ᛅ. Den senare formen är intressant då den sammanfaller med den tidigare runan ᛅ [långkvist år], vilken i det medeltida och sentida runalfabeten brukar stå för /ä/ [ära/äring].
| ᛁ → ᛂ → Ɨ → ᛅ |

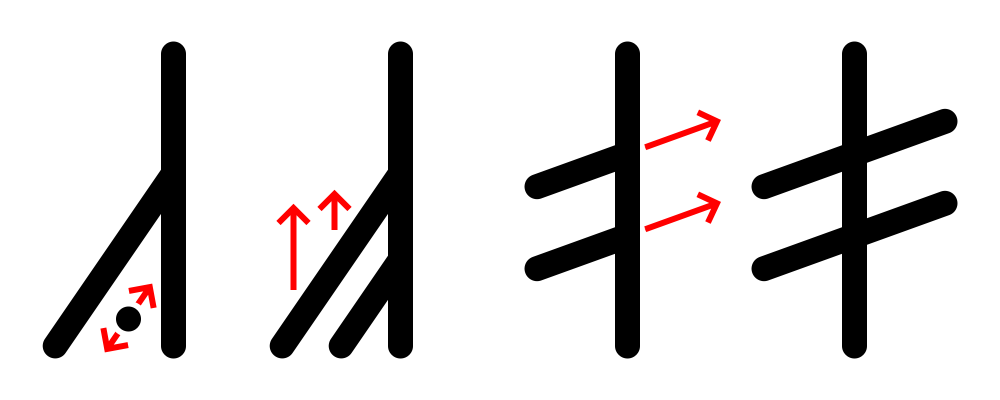
Utvecklingen av den dalrunska Ä-runan.

I det dalrunska alfabetet är utvecklingen motsatt, där stinget i ᚽ [stungen is] utvecklas till en enkel bistav ᛆ som ersätter /a/ för denna form [kortkvist år], varvid /a/ istället åter representeras av långkvistvarianten ᛅ [långkvist år]. Samma princip (där sting blir till en enkel bistav) gäller även dalrunska [ä], som ursprungligen var ett stunget ᛆ [a] med ett sting i klykan, vilket utvecklades till en enkel bistav ᚮ och sedermera till två genomgående bistavar ᚯ av okänd anledning, vilket är den runform som i det medeltida runalfabetet annars står för /ö/ ᚯ [långkvist ås: ös/öde].
| ᛁ → ᛂ → ᛆ | ᛆ → .ᛆ → ᚮ → ᚯ |
| i → e...  | a → ä...       |

I det isländska manuskriptet AM 413 fol. "Runologia" från 1752, skriven av isländska runologen Jón Grunnvíkingur (Jón Ólafsson), återgivs ä-runan som ᚯ likt det dalrunska alfabetet, men e-runan som Ɨ/ᛅ såsom i Olaus Magnus Historia om de nordiska folken.

### Ringade runor

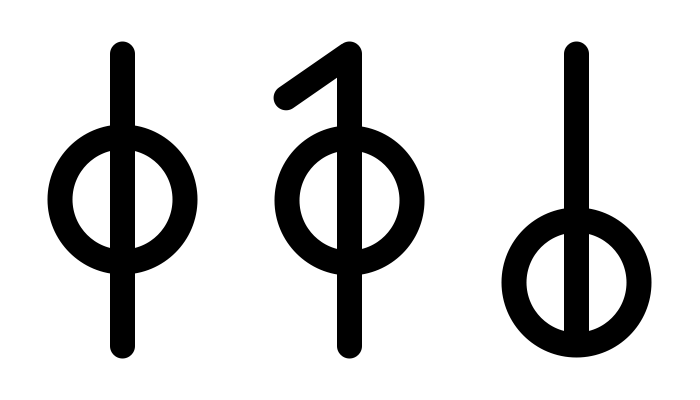
Stavstungna runor vars sting utvecklats till en ring: ᚽ [e], ᛑ [d], ᛍ [s].

I fornvästnordiskan utvecklades till en början vissa stavsting till ringar, istället för streck som i östnordiskan.
| ᛁ → ᛂ → ᛰ |

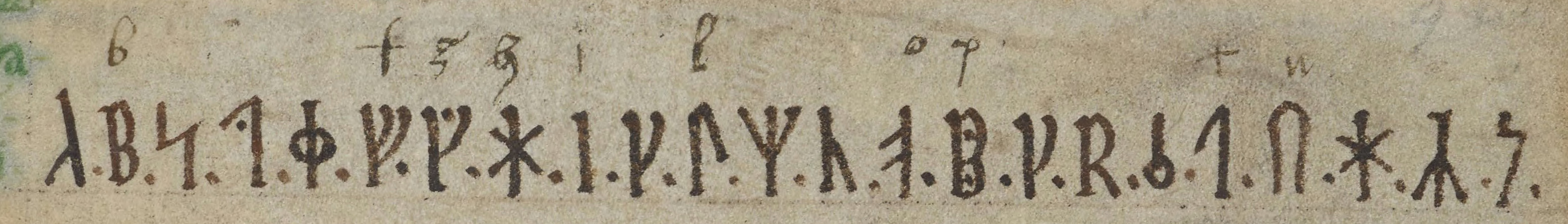
Norskt latinskt runalfabet där ᚽ [e] och ᛍ [s] fått "ringade sting".
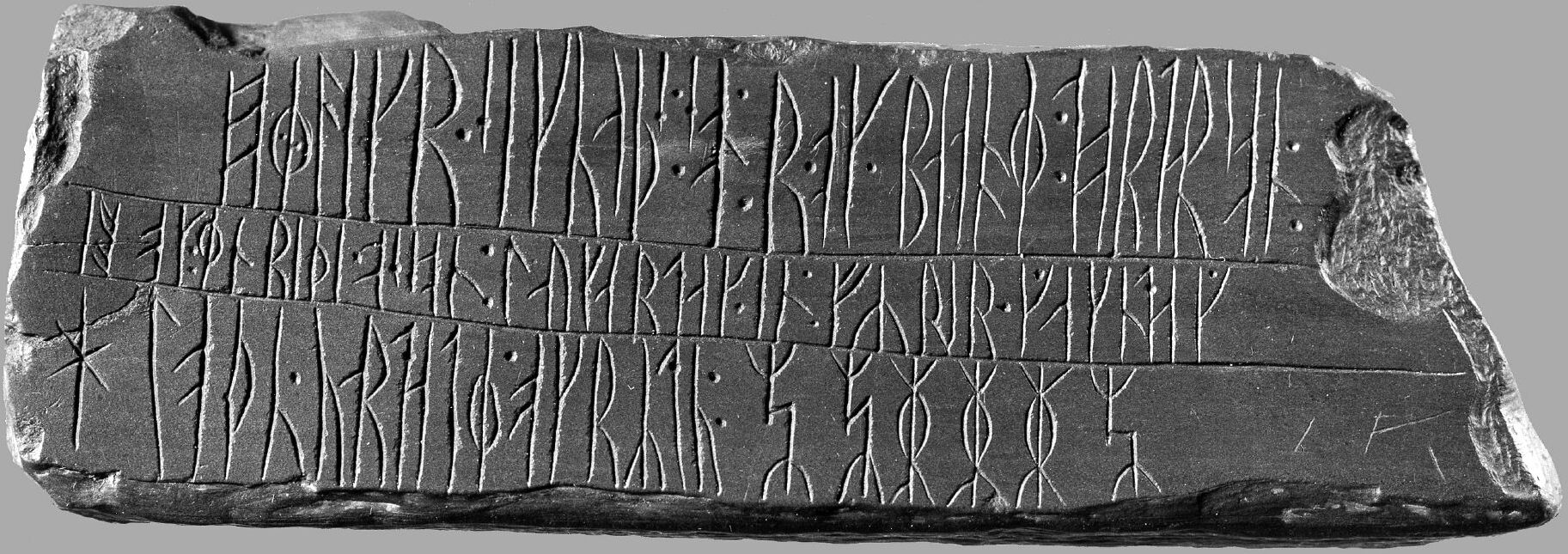
Kingittorsuaqstenen från Grönland med "ringade sting" för ᚽ → ᛰ [e].

På Kingittorsuaqstenen från Grönland används "ringade sting" främst för ᚽ → ᛰ [stunget is] (e-runan) men använder även vid ett tillfälle en sådan runa med dubbelsting inom själva ringen: ᛰ + (᛫|᛫). Vad detta anger är oklart.

## Stungna bokstäver
Sting kom vidare att överföras på en handfull europeiska bokstäver, då i sin ”steglade/strukna form”, såsom Ø [stunget o], Ð [stunget d] (isländsk gemen: ð, nordsamisk: đ), Ł [stunget l], Ǥ/Ꞡ [stunget g] Ŧ [stunget t].
Genom denna form blev det även likgiltigt med den det diakritiska tecken, även kallat streck, som användes hos flera former av förkortningstecken, såsom: ꝥ [övre stunget þ], ꝧ [undre stunget þ], ꝑ [undre stunget p].
I svenskan kan dagens diakritiska prickar ◌̈  hos Ä och Ö ses som en fortsättning på sting, även om inlånat från tyskan.